# Ehlers-Danlos syndrom Riksförbund Sverige
Ehlers-Danlos syndrom Riksförbund Sverige (EDS Riksförbund Sverige) är en rikstäckande intresseorganisation, grundad 1992, för människor med eller anhöriga till någon av de olika ärftliga bindvävsdefekter som sorterar under samlingsnamnet Ehlers-Danlos syndrom. Antalet medlemmar uppgick till omkring 1600 2022. Medlemstidningen heter EDS-nytt och utkommer med tre nummer per år.
EDS Riksförbund Sverige har även tagit initiativ till ett vetenskapligt råd och till bildandet av EDS-stiftelsen.